# 仙王座ρ
仙王座ρ，又名BD+78 796，HD 213403、SAO 10375、HR 8578，是仙王座的一颗恒星，视星等为5.83，位于銀經116，銀緯17.91，其B1900.0坐标为赤經22h 25m 57.4s，赤緯+78° 17.91′ 34″。